# Abasse Ndione
Pour les articles homonymes, voir Ndione.
Abasse Ndione, né le 16 décembre 1946 dans la commune de Bargny, près de Dakar où il  meurt le 25 janvier 2024, est un écrivain sénégalais.

## Biographie
Fils d'un petit commerçant d'un village du Sénégal, il suit d'abord l'école coranique locale avant que son père ne les pousse lui et son frère à aller à l'école française.
Il suit des études d'infirmier et obtient son premier poste en 1966. Il exercera ce métier jusqu'à sa retraite. Il se marie en 1968 avec Meriem, une institutrice qui leur donne sept enfants. Son premier roman, La Vie en spirale mettra huit ans avant d'être publié au Sénégal. L'ouvrage qui parle de la consommation et du trafic de « yamba » — nom local du cannabis —, aussi bien par les jeunes sans emploi, par les officiers de Police ou par les blancs présents au Sénégal fait du bruit. Il attire l'attention de la maison d'édition parisienne Gallimard qui le publie, et il est désormais étudié dans les écoles du Sénégal. Son dernier roman, une longue nouvelle, Mbëke mi parle de l'émigration des jeunes sénégalais en pirogue pour essayer de rejoindre les Canaries puis l'Europe. Pour ses romans, Ndione indique penser d'abord en wolof, puis les retranscrire en français. Ramata a également été traduit en espagnol et en italien.
Abasse Ndione habite à Rufisque, une ville de pêcheurs à une vingtaine de kilomètres de Dakar.
Sa plus grande tirade, et sûrement le début d'une légende est :

« À une époque qui se perd dans la nuit des temps, où l’homme et la bête se parlaient, un chasseur trouva un jour un lion blessé à la patte sous un tamarinier. Il ne le tua pas, mais le soigna, chassa et lui apporta à manger. Les jours passèrent, le lion guérit : “Tu m’as sauvé la vie, fit-il. En signe de reconnaissance, je vais t’indiquer l’herbe qui sert de tabac aux génies. Si tu es intelligent, elle te rendra plus intelligent encore; si tu es courageux, elle te rendra plus courageux encore ; si tu es fort, elle te rendra plus fort encore… »

— Ndione, 1984

## Œuvres
Liste non exhaustive, les dates sont celles de la parution en France :
- La Vie en spirale, 1984 (première partie sortie de presses au Sénégal)
- La Vie en spirale II, Nouvelles Éditions africaines, 1988 (deuxième partie)
- La Vie en spirale, Gallimard, coll. « Série noire », 1998
- Ramata, Gallimard, coll. « La Noire », 2000
- Mbëkë mi, Gallimard, coll. « Continents noirs », 2008

## Source
- « Abasse Ndione, Écrits noir sur blanc », page Décryptage, portrait, Le Monde, 6 septembre 2008.

### Filmographie
- Interview dans La Grande Librairie à Dakar, émission spéciale de la Semaine de la langue française, diffusée sur France 5 le 19 mars 2009